# Oea (Libia)

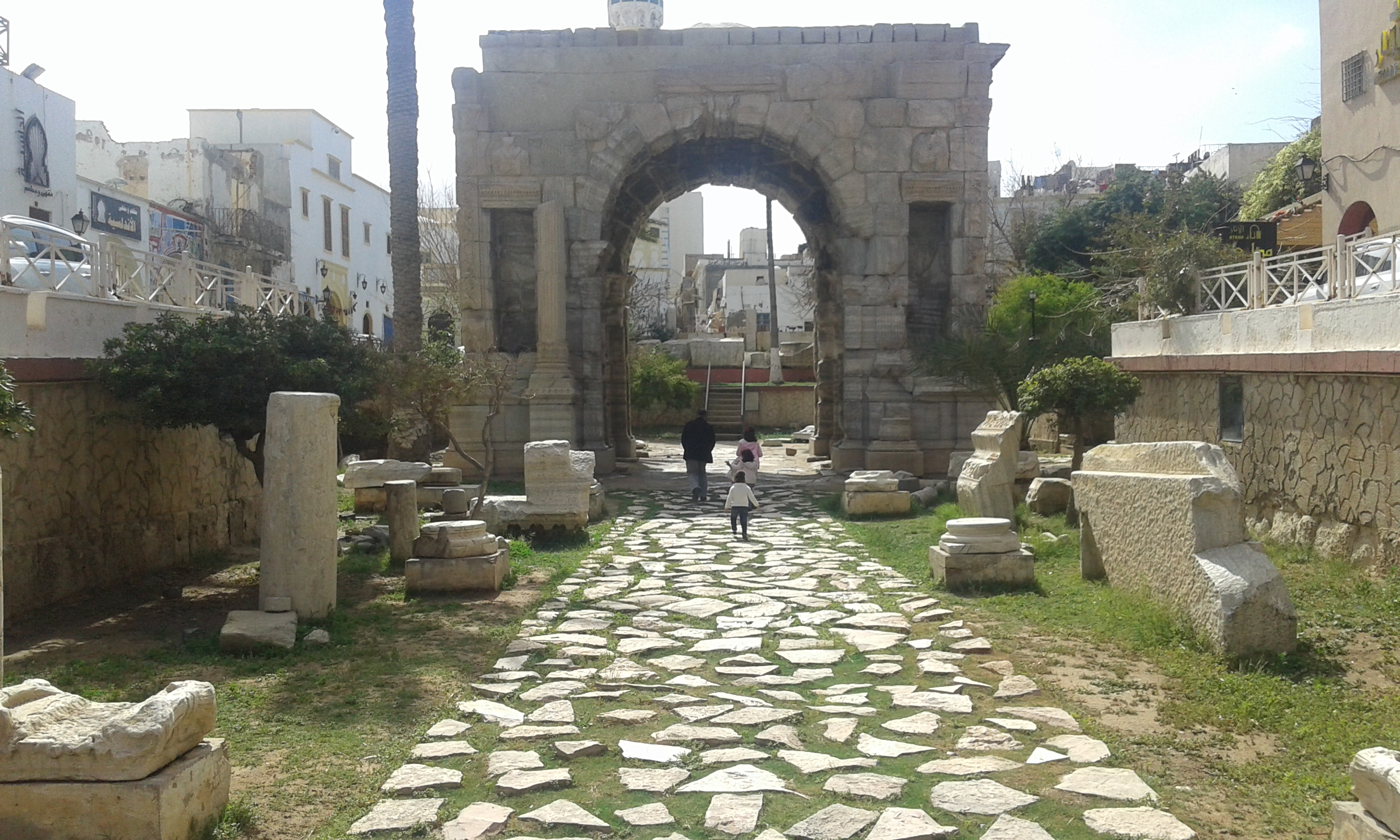
Arco de Marco Aurelio en Trípoli, construido en 163.

Oea (en griego: Ὀία, Oía) fue una antigua ciudad en la actual Trípoli, Libia. Fue fundada por los fenicios en el siglo VII a. C. y más tarde se convirtió en una colonia romano-bereber. Como parte de la provincia romana de África Nova, Oea y la Tripolitania circundante eran prósperas. Alcanzó su apogeo en los siglos II y III d. C., cuando la ciudad experimentó una edad de oro bajo la dinastía Severa en la cercana Leptis Magna. La ciudad fue conquistada por el califato Rashidun con la expansión del Islam en el siglo VII y llegó a ser conocida como Trípoli durante el siglo IX.

## Historia
La ciudad fue fundada en el siglo VII a. C. por los fenicios, quienes le dieron el nombre líbico-bereber Oyat (púnico: 𐤅𐤉𐤏𐤕, wyʿt), sugiriendo que la ciudad pudo haberse construido sobre un pueblo nativo bereber ya existente. Los fenicios probablemente se sintieron atraídos al sitio por su puerto natural, flanqueado en la costa occidental por la pequeña península fácilmente defendible, en la que establecieron su colonia. Hay indicios de que Oea fue ampliada por colonos de Sicilia y de Cartago, a los que la ciudad rindió tributo. Fue capturada en 162 o 161 a. C. por el gobernante númida Masinisa. La ciudad pasó luego a manos de los gobernantes griegos de Cirenaica como Oea. Cirene era una colonia en la costa del norte de África, un poco al este de Tambroli y a medio camino de Egipto. Más tarde, los cartagineses se la arrebataron a los griegos.
Hacia la segunda mitad del siglo II a. C., Oea fue conquistada tras la guerra contra Jugurta por los romanos, quienes la incluyeron en su provincia de África y le dieron el nombre de Regio Syrtica. (región del Sirte). Hacia principios del siglo III d. C., se la conoció como Regio Tripolitana, que significa "región de las tres ciudades" (es decir, Oea, Sabratha y Leptis Magna). Probablemente fue elevada al rango de provincia separada por Septimio Severo, quien era nativo de Leptis Magna.

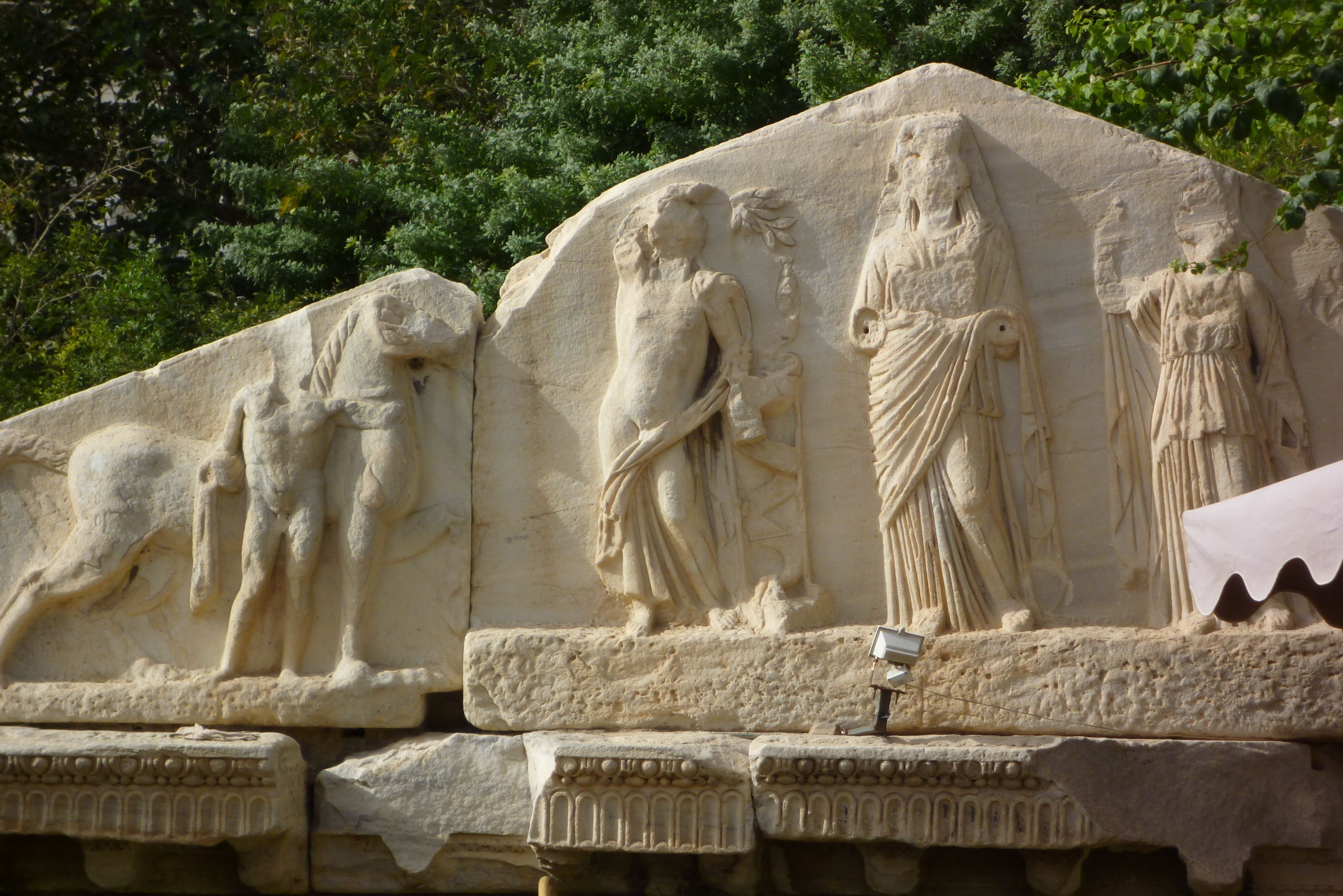
Sección frontal del templo Genius Coloniae

A pesar de siglos de ocupación romana, el único vestigio romano visible, aparte de columnas y capiteles dispersos (generalmente integrados en edificios posteriores), es el Arco de Marco Aurelio del siglo II d. C, que conmemora la victoria del hermano de Marco, Lucio Vero. También hay restos de un pequeño templo llamado Genius Coloniae, conservados en el Museo de Trípoli.
El historiador Theodor Mommsen escribió que solo en el siglo IV fue adoptado el cristianismo por los ciudadanos de Oea en su conjunto. La ciudad prosperó principalmente porque Roma impidió que los bandidos saquearan el campo, pero también porque el Imperio Romano, bajo Trajano y Septimio Severo, frenó los disturbios entre los grupos tribales locales creando el Limes Tripolitanus y estableciendo ciudades como Gaerisa, fortalezas como Garbia, y granjas (Centenaria) a lo largo del borde sur del territorio de Oea.
Los nombres de tres obispos de Oea están registrados en documentos existentes. En el Concilio de Cartago de 255, que Cipriano convocó para discutir el bautismo administrado por herejes, Natalis de Oea habló en su propio nombre y en nombre de los obispos de Sabratha y Leptis Magna. Mariniano, un donatista, estuvo en la reunión conjunta de obispos católicos y donatistas en Cartago en 411, una época en la que Oea no tenía obispo católico. Cresconio fue uno de los obispos católicos que Hunérico convocó a una reunión en Cartago en 484 y luego se exilió. Victor Vitensis dice que Cresconio ya era obispo de Oea bajo el rey Genserico (428-467). Se le menciona en el Martirologio Romano del 28 de noviembre junto con otras víctimas de la persecución de los vándalos.
La diócesis fue mencionada en una Notitia Episcopatuum de Alejandría de principios del siglo VIII y en la del emperador bizantino León VI el Sabio a fines del siglo IX. Oea ya no es un sede episcopal residencial, pero está en la lista de la Iglesia Católica como una sede titular.
Existe evidencia de que la región de Tripolitania estuvo en relativo declive económico durante los siglos V y VI, en parte debido a los disturbios políticos que se extendieron por todo el mundo mediterráneo a raíz del colapso del Imperio Romano de Occidente, así como a la presión de los invasores vándalos. Sin embargo, los bizantinos, bajo el emperador Justiniano I, dieron algo de prosperidad a la ciudad y probablemente crearon iglesias cristianas para la población bereber local de la ciudad y sus alrededores. Oea/Trípoli fue asesiada por los árabes en 642, pero resistió durante un mes, y aunque las fuentes árabes afirman que la ciudad finalmente fue capturada, parece haber regresado pronto al Imperio Bizantino y aceptaría la soberanía árabe solo más tarde. De hecho, el cristianismo permaneció en el área de Oea/Trípoli hasta el siglo XI, como se puede deducir de la investigación arqueológica realizada en el cercano oasis de Gefara (donde una comunidad cristiana estaba gobernada por un "iudex").